# Graeme Smith (cricket)
Graeme Craig Smith (né le 1er février 1981) est un joueur de cricket sud-africain et capitaine de l'équipe d'essai de l'équipe de cricket d'Afrique du Sud, après avoir réussi Shaun Pollock après la Coupe du monde de cricket 2003. Il a été remplacé en tant que capitaine de l'équipe ODI par AB de Villiers après la Coupe du monde de cricket 2011. Il est aussi actuellement le joueur et capitaine de côté anglais Surrey étranger. Il est apparu dans son essai 100e contre l'Angleterre le 19 juillet 2012. Il a été capitaine de son match d'essai 100e en carrière le 1er février 2013, contre le Pakistan, sur son 32e anniversaire.
Un grand, gaucher batteur d'ouverture, sur la tournée 2003 en Afrique du Sud de l'Angleterre il a fait doubles siècles dans des matchs d'essai consécutives: 277 à Edgbaston, et 259 au Seigneur  Le 259 est le plus haut score. Faite au Seigneur par un joueur étranger. Le 24 octobre 2013, Graeme Smith est devenu le deuxième rang en Afrique du Sud et 12 pour terminer 9000 s'exécute dans le cricket d'essai dans son match d'essai 112e,,.
Connu pour le succès de son partenariat d'ouverture avec Herschelle Gibbs, le plus prolifique partenariat jamais ouvrir l'Afrique du Sud, Smith a la particularité d'avoir fait partie de l'ensemble des quatre partenariats d'ouverture de plus de 300 pistes d'Afrique du Sud: dans trois d'entre eux, il était partenariat par Gibbs, et en 2008 Smith a ajouté 415 pour le premier guichet avec Neil McKenzie contre le Bangladesh, un record partenariat d'ouverture du monde.